# Ítalo Mendes
Ítalo Fioravanti Sabo Mendes GOMM (Diamantino, 3 de dezembro de 1962) é um jurista, professor e magistrado brasileiro. É desembargador do Tribunal Regional Federal da 1ª Região desde 1998, tendo sido presidente desse tribunal do dia 17 de abril de 2020 até 18 de abril de 2022 . Atualmente é também professor na Universidade de Brasília.  Anteriormente, foi membro do Ministério Público Federal e atuou como procurador-chefe do caso PC Farias.
É primo do ministro do Supremo Tribunal Federal, Gilmar Mendes.

## Vida Acadêmica
Graduou-se Bacharel em Direito pela Faculdade de Direito da Universidade de Brasília em 1983. Recebeu o título de Mestre em Direito e Estado também pela Universidade de Brasília em 1987 e concluiu o Doutorado em Direito, Estado e Constituição pela Universidade de Brasília em 2008, e é Pós-Doutor pela Fundación General da la USAL (Universidade de Salamanca - Espanha)/Centro de Estudios Brasileños/Instituto Universitário do Rio de Janeiro(IBEA)(2020).

## Vida Pública
Iniciou sua carreira como advogado militante, tendo sido Advogado da Consultoria Jurídica do Serviço Federal de Processamento de Dados (Serpro) entre 1983 e 1984.
Em 1º de outubro de 1984 foi empossado Procurador da República, aos 21 anos de idade, sendo à época o Procurador mais novo a ser aprovado em concurso de provas e títulos, com exercício na Procuradoria da República do Distrito Federal.
Foi Procurador Regional Eleitoral no Estado de Mato Grosso, no período de 03 de julho de 1987 a 22 de janeiro de 1988. Procurador-Chefe da Procuradoria da República no Estado de Mato Grosso, no período de 03 de julho de 1987 a 22 de janeiro de 1988.
Procurador Regional Eleitoral no Distrito Federal, no período de 18 de outubro de 1988 a 02 de junho de 1993. Procurador-Chefe da Procuradoria da República no Distrito Federal, no período de 23 de junho de 1989 a 09 de novembro de 1994.
Cabe destaque a atuação do então Procurador Ítalo no notório caso PC Farias, onde foi o Procurador chefe do caso. Foi membro da delegação brasileira que negociou os termos do Tratado de Extradição entre a República Federativa do Brasil e o Reino Unido, em Londres, de 23 a 25 de fevereiro de 1994.
Tomou posse como desembargador federal do Tribunal Regional Federal da 1ª Região (TRF-1) em 07 de agosto de 1998, pelo quinto constitucional, nomeado pelo presidente Fernando Henrique Cardoso após ter sido indicado em lista sêxtupla pelo Ministério Público Federal e em lista quádrupla pelo TRF-1. Exerceu, no período de 15 de abril de 2016 a 16 de abril de 2018, o cargo de Vice-Presidente do Tribunal Regional Federal da 1ª Região - TRF 1ª Região.
Em abril de 2020, tornou-se presidente do TRF-1, sucedendo o desembargador Carlos Eduardo Moreira Alves. E em abril de 2022 foi sucedido na presidência do tribunal pelo desembargador José Amilcar Machado.

## Magistério
É professor Adjunto da Faculdade de Direito da Universidade de Brasília desde 1995, onde leciona as disciplinas de Direito Processual Civil e Teoria Geral do Processo. Lecionando de forma frequente em algumas disciplinas da pós graduação.
Integra também o Corpo Docente da Escola da Magistratura Federal da 1ª Região - ESMAF, do Tribunal Regional Federal da 1ª Região. É também integrante do Quadro de Professores Notáveis da Escola Superior da Magistratura do Estado de Mato Grosso - ESMAGIS-MT.

## Trabalhos Publicados
O Constitucionalismo e Razoável Duração do Processo. Direito Federal, v. 86, p. 121-136, 2006.
Aspectos Controvertidos do Art. 2º, 1º, da Lei nº 8.072/90. Judice Revista Jurídica de Mato Grosso, Cuiabá - MT, v. Ano II, n. Nº 4, p. 29-38, 1999.
Do prazo para o ajuizamento da representação eleitoral (Art. 22, da Lei Complementar nº 64/90). Revista de Informação Legislativa, Brasília - DF, v. Ano 34, n. 136, p. 373-376, 1997.
Algumas Considerações Sobre a Nova Lei dos Partidos Políticos (Lei nº 9.096/95). Cadernos de Direito Constitucional e Eleitoral, São Paulo – SP, v. 11, n. 37, p. 11-17, 1997.

## Condecorações
- Ordem do Mérito Militar nos graus de Cavaleiro especial (1989), Comendador (2003)[10] e posteriormente Grande-Oficial (2006).[1]
- Medalha do Mérito Eleitoral do Distrito Federal – Jurista (2001), Tribunal Regional Eleitoral do Distrito Federal.
- Ordem do Mérito do Rio Branco no grau de Comendador (1994), Ministério das Relações Exteriores.
- Ordem do Mérito das Forças Armadas no Grau de Comendador (1991), Estado Maior das Forças Armadas.